# Peter W. Glynn (Mathematiker)

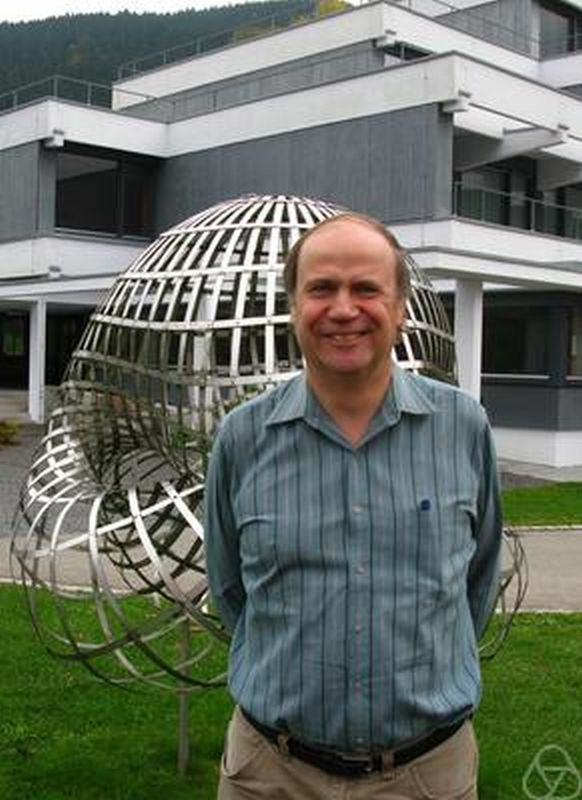
Peter Glynn, Oberwolfach 2010

Peter Winston Gunnar Glynn (* vor 1960) ist ein US-amerikanischer Mathematiker, der sich mit Operations Research befasst. Er ist Professor an der Stanford University.

## Leben
Glynn erwarb 1978 seinen Bachelor-Abschluss in Mathematik an der Carleton University und wurde 1982 an der Stanford University in Operations Research bei Donald Iglehart promoviert (Simulation Output Analysis for General State Space Markov Chains). 1982 wurde er Assistant Professor an der University of Wisconsin–Madison, 1987 Associate Professor und 1994 Professor für Operations Research an der Stanford University. 2006 bis 2010 war er Direktor des Institute for Computational and Mathematical Engineering. Er ist Thomas Ford Professor of Engineering in der Fakultät für Management Science and Engineering der Stanford University.
Er befasst sich mit Warteschlangentheorie, statistischer Inferenz, stochastischen Prozessen, stochastischer Modellierung und Simulation, numerische Wahrscheinlichkeitstheorie (Computational Probability).
2010 erhielt er mit Søren Asmussen den John-von-Neumann-Theorie-Preis für herausragende Beiträge zur Angewandten Wahrscheinlichkeitstheorie und stochastischen Simulation. Er ist Fellow von INFORMS, des Institute of Mathematical Statistics und der National Academy of Engineering (2012, für Beiträge zu Simulationsmethoden und stochastischer Modellierung).
Er sollte nicht mit dem Professor für Marinebiologie an der Universität Miami Peter W. Glynn verwechselt werden.

## Schriften
- mit Søren Asmussen: Stochastic simulation : algorithms and analysis, Springer Verlag 2007